# Hermann Walenta

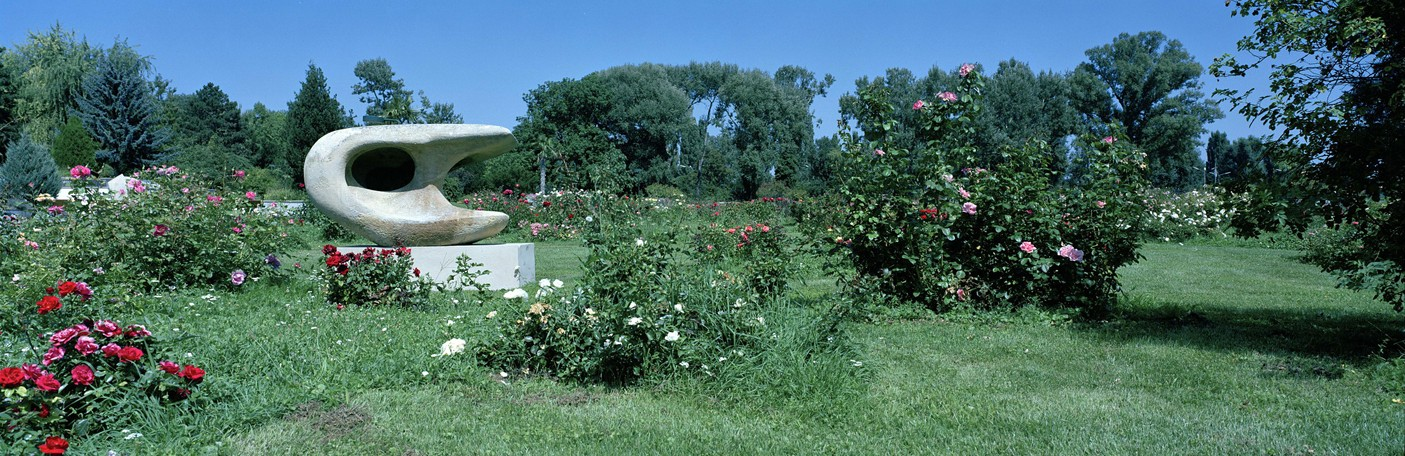
Abstrakte Komposition (1959), Donaupark in Wenen

Hermann Walenta (Drosendorf, 23 januari 1923 – Riegersburg, 24 december 2018) was een Oostenrijkse schilder, graficus, en beeldhouwer.

## Leven en werk
Walenta studeerde van 1940 tot 1941 en na de Tweede Wereldoorlog van 1945 tot 1948 bij de hoogleraren Josef Müller en Fritz Wotruba aan de Akademie der bildenden Künste Wien in Wenen. Na zijn studie werkte hij als vrij kunstenaar. In 1949 kreeg hij zijn eerste solotentoonstelling in Alpbach in de deelstaat Tirol. Hij nam deel aan talrijke exposities in binnen- en buitenland, zoals in 1951 met grafisch werk en in 1956 met beeldhouwwerk aan de Biënnale van Venetië. In 1957 was hij aanwezig op de Biënnale Middelheim in Antwerpen en de Biënnales van Tokio en Osaka in Japan.

## Beeldhouwersymposia
In 1960 nam hij deel aan het tweede Symposion Europäischer Bildhauer van Karl Prantl in Sankt Margarethen im Burgenland. Later nam hij deel aan symposia voor steenbeeldhouwers in Enzesfeld-Lindabrunn in Neder-Oostenrijk en in Krastal bij Villach in Karinthië (1970), in Boergas in Bulgarije (1984), in Nagyatád in Hongarije (1986 en 1987) en in Laas in de Italiaanse provincie Zuid-Tirol (1990 en 1991).
De kunstenaar woont en werkt sinds 1972 in zijn geboorteplaats Drosendorf. Walenta werkt met de materialen steen, hout en brons in een abstracte stijl.

## Enkele werken
- 1955: wandreliëf, Siedlung Jedleseer Straße in Wenen
- 1959: Abstrakte Komposition, Donaupark in Wenen
- 1964: Rhytmisches Kräftespiel, Niederösterreichisches Landesmuseum in Sankt Pölten
- 1986/87: Modul (houtsculptuur), Drosendorf
- 2004: Steinskulptur, Skulpturenstraße "Vom Fluss zum See" in het Krastal bij Villach